# Sammetsmanakin
Sammetsmanakin (Lepidothrix velutina) är en fågel i familjen manakiner inom ordningen tättingar.

## Utbredning och systematik
Sammetsmanakin delas in i två underarter:
- L. c. velutina – förekommer från sydvästra Costa Rica till västra Panama
- L. c. minuscula – förekommer från Costa Rica till nordvästra Ecuador

Den behandlas traditionellt som en del av blåkronad manakin (L. coronata), men urskiljs sedan 2022 som egen art baserat på studier som visar på betydande genetiska och lätesmässiga skillnader.

## Status
IUCN erkänner den ännu inte som art, varför dess hotstatus inte bestämts.